# نادي فاسكو دا غاما (كرة سلة)
نادي فاسكو دا غاما (بالبرتغالية: Club de Regatas Vasco da Gama‏) هو فريق كرة سلة برازيلي للمحترفين تأسس في سنة 1898 يقع مقره في ريو دي جانيرو.

## الإنجازات
- دوري أمريكا الجنوبية لكرة السلة
  - الفوز: 1999، 2000
  - الوصافة: 2002
- كأس أمريكا الجنوبية لكرة السلة للأندية
  - الفوز: 1998، 1999
  - الوصافة: 2000

## أبرز اللاعبين
من أبرز اللاعبين الذين لعبوا معه:
- ألفريدو دا موتا
- دانيال فارابيلو
- ماركوس فينيسيوس دي سوزا
- نيني

## وصلات خارجية
- الموقع الرسمي